# États de Bretagne
Ne doit pas être confondu avec Parlement de Bretagne ou Chambre des comptes de Bretagne.
Les États de Bretagne, ou par opposition aux États généraux de l'Ancien régime, États particuliers de Bretagne, étaient l'assemblée des représentants du clergé, de la noblesse et des villes (le tiers état) de Bretagne du XIVe siècle à 1789.
C'est la cour souveraine du duché de Bretagne ayant des compétences principalement financières ou fiscales pour décider des impôts, de leur assiette, de leur montant, de leur répartition et de leur collecte, mais aussi de la guerre, de tout ce qui concerne l'administration du Pays. Plus tard, la Bretagne faisant partie des pays d'États, ils continuèrent à siéger après la réunion du duché de Bretagne à la couronne de France en 1532 jusqu’à leur abolition unilatérale prononcée par la France en 1789 par l'Assemblée constituante.
Les États de Bretagne étaient convoqués par le duc puis le roi deux fois par an, puis tous les deux ans dans différentes villes bretonnes. Ils pouvaient aussi être convoqués en sessions extraordinaires. À partir du XVIe siècle, ils désignaient ceux de leurs membres qui les représenteraient aux États généraux du royaume.
Le fondement historique de cette institution est le fait que les Bretons sont comme les autres peuples relevant de la couronne de France un "peuple libre", qui s'administre librement, par ses États, et ne verse pas d'impôt au royaume jusqu'en 1717 sous le gouverneur Montesquiou, par opposition aux peuples tributaires soumis aux empires. Il en résulte qu'aucune contribution en argent ou en nature ne peut lui être imposée sans qu'il y ait consenti par ses représentants.
Les débats qui se tiennent aux États particuliers portent principalement sur la répartition. En effet, sous l'Ancien Régime, l'imposition fixée globalement pour la Province doit ensuite être répartie en sommes globales dues par les différentes seigneuries laïques, ecclésiastiques et urbaines, puis de là entre les différentes communautés d'habitants qui feront à leur tour la répartition entre les différents feux.
Les États de Bretagne ne doivent pas être confondus avec d'autres cours souveraines comme la Chambre des comptes de Bretagne ou le Parlement de Bretagne.

## Organisation et fonctionnement

### Appui à la politique ducale et vote des impôts
En Bretagne, ce n'est pas l'impôt qui est au centre des échanges durant les premiers temps de fonctionnement de cette assemblée. L'assemblée des États sert avant tout à répondre aux nécessités de la politique ducale, il s'agit de la Curia ducis. En matière judiciaire, c'est la cour souveraine du duché jusqu'à la fin du XIVe siècle, la plus haute juridiction.
Au XIVe siècle, la tenue des États est rare en Bretagne, puisqu'il ne se réunissent qu'à quatre reprises, en 1352, 1380, 1384 et 1389.
Les sessions deviennent plus fréquentes à partir du règne de Jean V entre 1399 et 1442, avec une attention particulière portée au votes des fouages et autres subsides. Mais l'assemblée n'est pas pour autant réunie de façon régulière.
Parmi les sujets abordés lors des États de Bretagne, on peut citer la question relative à l'anoblissement. Pour illustrer cela, on peut citer à titre d'exemple la famille Robert de la Mennais, pour laquelle l'assemblée des États de Bretagne a appuyé la demande d'anoblissement en 1786.

### Convocation
Les États de Bretagne s'assemblaient exclusivement sur convocation du duc puis du roi, d'abord en tant que de besoin (au XIVe siècle), puis tous les ans, et à partir de 1632 tous les deux ans, le plus souvent en hiver, après les récoltes et principaux travaux agricoles. « La convocation se faisait ordinairement à la fin de septembre par lettres ducales. Les communes [villes] élisaient leurs députés, en présence des gouverneurs des villes. La session durait d'un à deux mois, quelquefois plus longtemps. Les membres des États n'étaient pas défrayés de leurs dépenses. On ne pouvait les arrêtr ni les poursuivre pendant la session, ni quinze jours avant ou après. Les officiers appointés des États étaient le syndic et ses substituts, le greffier, le trésorier, le héraut, le maréchal des logis, et le prévôt des marchands. Le héraut portait une cotte d'armes de velours aux armes de Bretagne jusqu'à Charles VIII, et de Bretagne et de France, après l'Union. Il avait la garde des meubles et des tapisseries, et préparait « le théâtre et les amphithéâtres », les estrades, les dais, les fauteuils et les chaises pour les officiers et les membres des divers ordres ».
Les sessions avaient lieu dans différentes villes bretonnes aux capacités d'accueil suffisantes, plutôt dans la moitié orientale du pays, essentiellement à Vannes, Rennes, Nantes, Dinan, St-Brieuc et Vitré, puis à partir de 1732 le plus souvent à Rennes. Entre 1567 et 1788, l'assemblée n'eut lieu que quatre fois à l'ouest du pays, à Quimper et Morlaix. À partir de 1599 le choix de la ville de réunion se fit sur proposition du procureur syndic des états résident à la cour du roi.
Durant les sessions importantes, quelques commissions étaient constituées sur la base de six membres de chaque ordre. Pendant le temps de leurs réunions, le reste des participants s'animait à propos des divers détails des sujets habituels, principalement fiscaux.

### Composition
Comme tous les états provinciaux, ceux de Bretagne comportaient en 1755 un nombre fixe de cent quatre sièges destinés :
- aux titulaires des cinquante grandes seigneuries ecclésiastiques, soit neuf épiscopales et quarante-et-un abbatiales; c'est l'évêque sur le diocèse duquel se réunissent les États qui les préside à l'assemblée[7].
- aux titulaires des dix fiefs ayant titre de bannières ou baronnies: celles d'Avaugour, de Léon, de Fougères, de Vitré, de Retz, de La Roche-Bernard, de Château-Brian, de Lanvaux, du Pont et d'Ancenis. La réunion d'Avaugour, Fougères et Lanvaux au domaine ducal les ont fait remplacer par les baronnies de Malétroit, de Derval et de Quintin. Comme on ne sait pas si la baronnie de Pont est celle de Pont-l'Abbé ou de Pont-Château, ils siègent alternativement. Le plus âgé des gentilshommes préside les députés de la Noblesse[7]. Tous les gentilshommes bretons majeurs pouvaient assister.
- aux délégués ou députés de quarante-quatre villes de la Bretagne ayant le privilège de haute justice. Chacune de ces communautés ayant séance et voix aux États peut envoyer autant de députés qu'elle veut, le premier doit être choisi parmi les officiers de justice de la ville, le second est le syndic en exercice, ils sont tous défrayés et reçoivent deux écus par jour. Le sénéchal d'une des quatre grandes sénéchaussées dans le ressort de laquelle on convoque l'assemblée, est le président du Tiers-état[7]. Les villes invitées à envoyer des députés varièrent sans qu'on discerne une logique, jusqu'en 1614, où une liste fut établie : Ancenis - (Antrain), Auray, (Bazouges-la-Pérouse), Brest, Carhaix, Châteaubriant, Clisson, Concarneau, Dinan, Dol-de-Bretagne, (Douarnenez), Fougères, Guérande, Guingamp, Hennebont, Josselin, La Guerche-de-Bretagne, Lamballe, Landerneau, Lannion, Le Croisic, Lesneven, Machecoul, Malestroit, Moncontour, Montfort-sur-Meu, Morlaix, Nantes, Ploërmel, Pontivy, Quimper, Quimperlé, Quintin, Redon, Rennes, Saint-Gildas-de-Rhuys, Saint-Brieuc, Saint-Malo, Saint-Pol-de-Léon, (Saint-Renan), Tréguier, Vannes, et Vitré.

Parmi elles, Antrain, Bazouges, Douarnenez, et Saint-Renan ne députèrent en fait jamais et Clisson seulement jusqu'en 1626, Machecoul jusqu'en 1651. Par contre, les conditions remplies, Hédé put envoyer un député à partir de 1645 et La Roche-Bernard à partir de 1667. De son côté, Port-Louis connût des situations variables. Ne pouvaient participer aux États que les villes constituées en communautés ou municipalités ayant le privilège de s'administrer fiscalement.
Le vote se faisait par ordre et non par tête : chaque ordre ayant une voix.
Aux représentants de la province s'unissait une vingtaine de « commissaires » du roi. Parmi ceux-ci, au XVIIIe siècle, l'intendant de Bretagne était le principal et le plus actif, avant le commandant en chef ou le lieutenant général. Homme d'information, relai essentiel de transmission, au centre de toutes les affaires, ses compétences firent de lui l'"homme clé des sessions", depuis le discours d'ouverture jusqu'à l'exécution des décisions votées. Cependant son pouvoir réel dans la province décrût par rapport à celui des États, ceux-ci disposant des moyens financiers de la réalisation des initiatives dont il avait - uniquement - la compétence comme en matière de travaux publics.

### Préparations et exécutions des décisions
Dans l'intervalle entre les assemblées, divers agents et organes assuraient l'exécution des décisions prises :
- le trésorier
- le procureur général syndic (P.G.S.) représentait les États à tous les niveaux en particulier en matière de procès (élu sur la base d'une liste présentée par les commissaires du roi) le dernier est René-Jean de Botherel du Plessis qui s'oppose à l'annexion de la Bretagne et fait une "Protestation"[8] officielle à Nantes en 1791.
- le greffier, chargé des archives
- le héraut chargé des convocations ; un maréchal des logis
- des huissiers
- les « députés en cour » présentaient le cahier des doléances
- des députés assistaient à la reddition des comptes devant la chambre des comptes de Bretagne.

Il y eut d'abord des commissions temporaires :
- rédaction des cahiers de doléances
- signature des baux des impôts
- respect des privilèges de la province.

Puis, les États parvinrent à imposer des commissions intermédiaires comme délégations durables et efficaces :
- commissions affectées à diverses missions...
- 1715 - institution des "bureaux diocésains" (un par évêché) chargés de la répartition des impôts et de l'examen des réclamations ; supprimés en 1718 après la conspiration de Pontcallec.
- la commission intermédiaire  conçue par l'évêque de Rennes, Louis-Guy de Guérapin de Vauréal, et créée par les arrêts du conseil du 8 janvier 1735 et du 30 janvier 1737. Elle se chargea progressivement de la perception de tous les impôts directs jusqu'à la Révolution, avec des commissaires en même nombre pour les trois ordres. À noter que la commission intermédiaire ne comportait pas de représentant officiel du gouvernement.

Pour leurs dépenses propres, les États étaient financés par les taxes sur les vins : les devoirs (anciens billots ducaux), la ferme étant adjugée pour deux ans à chaque session.

### La question de la représentation
Les sessions des états de Bretagne étaient un concentré de la société d'Ancien Régime, pour ne pas dire sa caricature. Tout y était marqué des ancestrales questions de privilèges et préséances forgées sur les règles de la féodalité.[réf. nécessaire]
Les nobles ne furent pas toujours empressés à se rassembler : ils n'ont longtemps été qu'un petit nombre, bien moins que la centaine (115 cependant en 1576), au point que les États durent au moins en 1564 et 1572 rédiger des remontrances au roi pour l'appeler à sévir contre les défaillants. Avec les guerres de la Ligue (sessions de 1591 et 1594) et les doubles tenues qui eurent lieu, se serait établi la tradition puis le principe du droit d'entrée de tout noble, faculté qui ne subit jamais de véritables restrictions autres que temporairement sur le papier. L'appel des assistants se pratiqua à partir de 1620.
La marquise de Sévigné a participé à des tenues à Rennes et Vitré entre 1670 et 1690. Les tenues étaient l'occasion d'une vie mondaine intense, les banquets payés sur le budget offrant l'occasion de poursuivre l'agitation des assemblées diurnes par une compétition des appétits, largement arrosée, ou d'intenses parties de jeux de cartes pour les plus tempérants.
Le tiers état de la province était à la fois quantitativement tout à fait sous-représenté, sans le moindre représentant du monde rural (les seigneurs s'attribuaient cette qualité), et ne disposait que d'une faible autorité pour faire entendre sa voix. La sous-représentation était un moindre mal puisque le vote se faisant par ordre et non par tête (comme c'était le cas aux États de Languedoc). Inversement, le vote par ordre marquait l'impuissance du tiers état à infléchir les décisions des deux ordres privilégiés et solidaires ; la revendication de compensation par le doublement de sa voix dura jusqu'à la Révolution.
Dans ce contexte qui leur était favorable plus que partout ailleurs, les nobles et particulièrement les nobles peu fortunés trouvaient avantages à se rappeler au bon souvenir de leurs « protecteurs » ou de « leurs obligés », à maintenir leurs relations comme à veiller à l'intégrité des privilèges qui leur donnaient une bonne part de leur identité.
Avec 300 à 400 nobles au début du XVIIIe siècle, la bonne conduite des tenues fit qu'on s'accorda pour restreindre la participation de la noblesse ou noblesse prétendue : la vérification des titres de noblesse et la réglementation du droit d'entrée (déclaration royale du 26 juin 1736, puis en 1768) n'eût qu'un effet limité puisque le nombre avait plus que doublé en 1789. La session se tenant de plus en plus à Rennes, il fut facile à la noblesse de Haute-Bretagne en particulier de prendre comme une habitude de participation.

## Histoire

### Mise en place des États de Bretagne auXIVesiècle

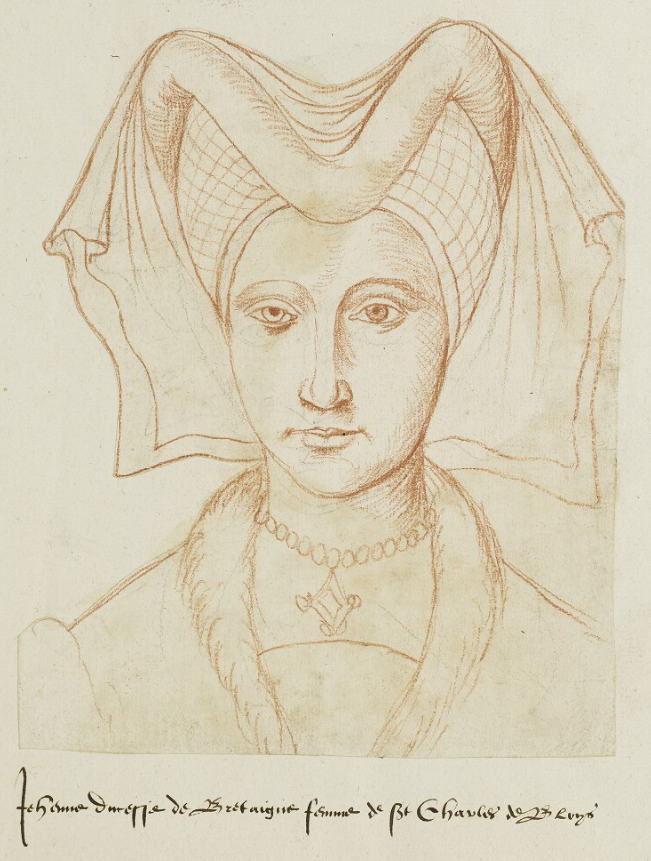
Jeanne de Penthièvre réunit les États de Bretagne pour la première fois en 1352.

C'est en 1352 que, pour la première fois, se réunissent les États de Bretagne,. L'assemblée est réunie à Dinan par Jeanne de Penthièvre pour préparer des négociations avec le roi d'Angleterre, durant la guerre de succession de Bretagne.
Cette assemblée, au même titre que les États du Languedoc, a conservé une plus grande indépendance et a eu une activité prospère. Comparé à l'ensemble des états provinciaux d'Ancien Régime, c'est l'assemblée qui a engendré le plus de préoccupation pour le pouvoir royal, ce qui en fait un objet d'étude intéressant. En effet, par la vivacité des conflits en opposition au pouvoir royal, les États de Bretagne ont un pouvoir politique important. Les élites bretonnes cherchent davantage à obtenir une solution à leurs doléances, tandis que le roi est plutôt à la recherche d’argent et de coopération politique.
Les sources manquent pour élucider toutes les circonstances de la formation des premiers États de Bretagne. Il s'agissait d'états provinciaux qui réunissaient en Bretagne les trois états : clergé, noblesse et « commun » (tiers état). Cette assemblée existait au même titre que les autres états provinciaux : de Normandie, d'Artois, du Béarn, de Dauphiné, du Languedoc, de Bourgogne, de Vivarais ou de Provence. Ce sont des institutions qui marquent la fin du système féodal. La fonction principale des états provinciaux, c'était le vote des impôts, mais l'assemblée avait aussi des attributions politiques et administratives.

### Séparation progressive du pouvoir politique et du pouvoir judiciaire (fin duXIVesiècle)
En Bretagne, il existait déjà, depuis le XIIIe siècle, une assemblée que le duc pouvait convoquer, le Parlement général de prélats et de barons, qui prend le nom de Parlement général lorsque quelques députés de villes étaient présents. Cette institution a fortement influencé la mise en place des États de Bretagne. Les deux mots — « États » et « Parlement général » — désignent une même assemblée qui partage les mêmes fonctions judiciaires et jouent un rôle dans la politique générale du duché. Parmi les membres de l'assemblée réunie pour la première fois en 1352, Dom Morice mentionne la présence de députés venant de plusieurs villes de Bretagne, représentant le tiers état.
Le rôle judiciaire décline à partir de 1382, quand le duc confie le rôle de diriger la session judiciaire du Parlement général au Président du Parlement et progressivement, les sessions judiciaires se composent de spécialistes tels que des juristes. Ce qui entraîne progressivement la distinction entre le pouvoir judiciaire du Parlement et le pouvoir politique de l'assemblée de États (ou Parlement général). En 1485, François II organise une cour souveraine de justice qui siège à Vannes et prend le nom de parlement de Bretagne. Finalement, restait aux États la faculté de représenter les vassaux du duc ; représentation qui se matérialisait de temps à autre par le vote des impôts.

### Traité d'union de la Bretagne à la France: provincialisation
Il faut attendre la réunion du duché à la couronne de France pour que cette assemblée joue pleinement son rôle. Le traité d'union de 1532, confirme certains privilèges et libertés pour la Bretagne, notamment l'obligation d'obtenir le consentement des Bretons pour réaliser les levées financières, qui ne peuvent pas être imposées. Ce privilège demeure jusqu'à la Révolution française et les États de Bretagne contribuent au travail institutionnel pour garantir ces droits.
Quelques dates :
- 1408, première occurrence pour le mot États,
- 1493, premières remontrances relatives aux taxes avec députation vers le roi Charles VIII,
- 1522, un procureur, un trésorier, un greffier sont attestés, jusqu'en 1526,
- 1540, chaque session comporte la rédaction d'un cahier de doléances,
- 1577-1578, premières protestations pour la levée d'impôts sans son accord, suscitant l'édit royal de juin 1579 confirmant ce privilège.
- 1586 et 1601, les États de Bretagne se réunissent à Quimper[16] (mais aussi à Rennes en 1586).

### Le cérémonial des États de Bretagne: l'exemple des États de Vannes en 1462
Voici, selon Dom Morice, cité par Pitre-Chevalier, comment François II de Bretagne se rendit aux États de Vannes en 1462 :

« On vit d'abord sortir des châteaux de l'Ermine les archers du duc avec des habits enrichis de broderies d'or et d'argent, armés de leurs vouges ; ensuite les trompettes et autres ménestriers ; après eux un grand nombre de hérauts, de poursuivants et d'autres officiers d'armes, tant du duc que de plusieurs autres seigneurs, revestus chacun d'une cotte d'armes (…). Puis marchaient les gentilshommes de la maison du duc ; après eux les évêques et les abbez, suivis des sergents d'armes portant leurs masses d'argent et faisant faire place, aussi bien que les huissiers de chambre qui marchoient après eux, portant en main des baguettes, qui estoient la marque de leur office. Thomas de Quebriac, premier écuïer , paroissoit ensuite, portant (…) l'épée du duc, enrichie d'or et de pierreries. Après lui marchait Jean, sire du Pont-l'Abbé portant le cercle roïal du duc, sur un carreau très riche, garni de pierreries. Cet office appartenait de droit au sire de Guéméné-Guengamp, mais comme ce dernier estoit mineur (…) ses parents prièrent Pont-l'Abbé de suppléer pour lui, ce qu'il fit avec l'agrément du duc. Après lui marchait Guyon de Quelenec, fils de l'admiral, portant, sur un riche baston, le bonnet du duc, fourré d'hermine. Le duc suivoit immédiatement, revestu de son grand manteau roïal, aussi fourré d'hermine, dont le comte de Laval et le sire de la Roche-Bernard soutenoient les deux costez ; la queue était portée par le sire de Derval et de Château-Giron, premier et grand chambellan héréditaire de Bretagne. À côté du sire de Derval estoit messire Henri du Juc'h, lequel, par un privilège particulier accordé à ses ancêtres, devoit porter le manteau du duc, quand il n'en estoit pas revêtu, et l'avoir à lui à la fin des États. (…) Derrière eux marchoient le chancelier en habit roïal, le sire de Malestroit, mareschal de Bretagne, le vicomte du Faou, admiral, et Tannegui du Castel, alors grand maître d'hostel, qui portoit le bâton haut sur l'épaule. La marche estoit fermée par un grand nombre de conseillers, barons, bannerets, chevaliers, escuïers et autres des États. »

### L'émergence du «Don gratuit»
Contrairement aux autres pays d'État, la Bretagne n'a jamais été sujette aux tailles, aux aides et aux gabelles que les autres États particuliers s'employaient à répartir. Les rois qui succédèrent aux ducs durent se contenter des moindres recettes déjà instituées des « devoirs » et autres péages.
Des origines au XVIe siècle s'est mise en place une tradition d'approbation formelle de la levée des impôts ; les successeurs des anciens impôts ducaux étaient légitimes et leurs taux fixes évitaient les protestations ; des sessions extraordinaires palliaient la rigidité de cet usage en permettant des acquiescements rapides mais beaucoup moins légitimes.
Un complément de ressources adapté aux exigences royales particulières à chaque session s'institutionnalisa par nécessité. Des sessions extraordinaires, on passa aux subsides extraordinaires, mais votés par l'assemblée. Ce complément systématique aux impôts habituels prit le nom de « don gratuit » (employé en 1614). La collecte de ces fonds permit aux États d'organiser un système fiscal autonome. Par la suite, la négociation du montant du don fut la prérogative d'un commissaire du roi spécifique, le « commissaire du conseil », rôle que remplit l'intendant à son arrivée en 1689 et qui contribua à sa situation éminente au cœur des sessions.
Depuis 1593, les ressources des États de Bretagne provenaient des « devoirs » ou impôts sur les boissons (vins), qui se composaient des grands devoirs perçus sur la vente au détail et des petits sur la vente en gros. Ce sont les petits devoirs qui devaient constituer le budget des États, mais en 1606, on le fixa comme le quart des devoirs. Pourtant affectés essentiellement aux frais de tenue et aux gratifications, les fonds collectés furent de bonne heure tout à fait insuffisants. La gestion approximative du trésorier, à base d'emprunts, conduisit rapidement à décider la perception de « fouages extraordinaires » par des « receveurs particuliers » : un piètre palliatif pour un système qui distribua encore longtemps des libéralités sans véritable souci de leur financement.
Par contraste, avec les dépenses festives et autres prodigalités, Henri Sée signale les seuls investissements qu'il estime d'intérêt général entre 1598 et 1643 :
- 54 000 livres pour les captifs des Barbaresques,
- 25 000 livres de travaux publics,
- 12 000 livres pour le collège de Rennes,
- 1 900 livres pour les ouvrages de PP. Le Paz et Albert Le Grand.

### Le règlement des États
Selon Henri Sée, les États trouvaient des avantages à l'absence de règlement ; les projets et propositions qui émergèrent depuis le milieu de XVIIe siècle jusqu'à la Révolution furent d'origine royale.
Le premier texte de cette nature - le 21 octobre 1669 - a été relativement le plus « spontané » : il encadrait l'emploi des fonds (516 710 livres) entre les gages des officiers, les frais de session, les gratifications limitées à 40 000 livres et les aumônes à 15 000, avec une priorité au règlement de la dette. Il ne fut pour autant pas respecté, n'empêchant aucunement les invraisemblables gratifications au duc de Chaulnes comme gouverneur (100 000 livres), ce qui suscita un énergique arrêt du conseil le 27 mars 1684 se présentant comme une proposition bien plus complète de règlement, qui dut être bon gré mal gré entériné le 11 octobre 1687.
Le règlement de 1687 suffit jusqu'à la fin du règne de Louis XIV. Dès 1718 commence la tentative visant à restreindre la participation des nobles, en augmentant les exigences des preuves de noblesse. La déclaration du 26 juin 1736 en a été la principale concrétisation de quelque conséquence ; conséquences bien perçues par le Parlement qui protesta par deux remontrances, les États eux-mêmes se satisfaisant de n'avoir pas eu à admettre le projet initial. La difficulté était de régler efficacement l'entrée aux États entre une participation nobiliaire s'exprimant par une opposition turbulente et ingérable et une assemblée privée d'une part substantielle de ses forces vives et donc de sa légitimité (seigneurs parlant au nom des vassaux). D'autres priorités et des initiatives insatisfaisantes firent qu'aucun progrès ne se réalisa véritablement : les États organisèrent leurs tenues selon les usages traditionnels adaptés aux circonstances et aux impératifs du moment.

### Les États de Bretagne et la Révolution
Les États de Bretagne s'opposèrent vainement à l'Assemblée constituante de 1789, comme n'ayant aucun pouvoir en Bretagne par la voie de leur Procureur général Syndic René-Jean de Botherel du Plessis en 1790 qui publia des « Protestations » à l'Europe future qu'il chargeait de promulguer. Il protestait car par sa fonction, et son serment sur la Constitution bretonne, il était chargé de garder les Droits de la Bretagne et de s'opposer à tout changement sans l'accord des États de Bretagne et du Parlement breton. Les États de Bretagne sont dissous lors de la nuit du 4 août 1789.

## Villes des tenues des États de Bretagne et dates marquantes

### Les États et le développement de l'absolutisme
Depuis 1532, les États expérimentent le dualisme administratif entre d'une part sa constitution et sa tradition, d'autre part les exigences exprimées des agents du roi.
- 1203 - Vannes
- 1314 - Ploërmel
- 1315 - Quimperlé
- 1315 - Vannes. Faux états dus à une forgerie du XVe siècle.
- 1320 - St-Ronan en Léon
- 1330 - Nantes
- 1332 - Vannes. Confirmation à Jean de Derval par le duc Jean III de l'écartelement de ses armes avec celles du duc et restitution de ses terres.
- 1341 - Nantes. Première tentative de convocation des trois états (avec les députés des villes pour la première fois), mais Jean de Montfort échoue à réunir les barons (sauf le seigneur de Léon qui se trouvait là) et les conseillers des cités et du pays pour se faire reconnaître duc.
- 1352 - Dinan. La duchesse Jeanne convoque pour la première fois les représentants des communautés de ville à participer à son assemblée avec le haut clergé et la noblesse. Onze villes lui ont envoyé leurs bourgeois délégués. Nomination d'une ambassade pour négocier la libération de son mari Charles de Blois avec le roi d'Angleterre. On ne parle pas encore d'états, mais de parlement.
- 1365 - Vannes. Jean IV sollicite un fouage sur les terres des prélats et des barons (les villes n'étaient ni présentes ni concernées)
- 1380 - Lettre au roi Charles V
- 1387 - Vannes (au château de la Motte). À leur suite, le duc Jean IV fait arrêter et enfermer Clisson, Laval et Beaumanoir dans ses nouvelles tours de l'Hermine.
- 1389 - Nantes
- 1408 - Vannes. C'est à cette tenue convoquée par Jean V que l'assemblée prend le nom d'États.
- 1420 - Vannes. Condamnation des Penthièvre par contumace après l'enlèvement et la séquestration du duc Jean V. Soutien militaire à la duchesse Jeanne pour délivrer le duc.
- 1421 - Vannes. Condamnation et déchéance des Penthièvre
- 1425 - Vannes. Interdiction de l'exportation des denrées alimentaires sans permission pour éviter leur enchérissement
- 1451 - Vannes
- 1455 - Vannes (à la Cohue et couvent des Cordeliers). Paraissant "en royal habit", comme à l'habitude, le duc Pierre II ouvre la tenue[17]. Fiançailles des deux filles du feu duc François Ier pour organiser la succession du duché : L'aînée Marguerite avec le comte François d’Étampes, héritier mâle du duché, et la cadette Marie avec le vicomte Jean de Rohan,
- 1459 - Vannes
- 1462 - Vannes (à la Cohue). Constitution contre les blasphémateurs, notaires, avocats, faux-témoins.
- 1478 - Vannes
- 1480 - Vannes
- 1490 - Vannes. Convocation par la duchesse Anne
- 1491 - Vannes. Un roi de France (Charles VIII) convoque les états pour la première fois, ayant envahi le pays. Charles épousa Anne peu après.
- 1501 - Vannes. Annonce du projet de mariage de la princesse Claude avec Charles de Luxembourg.
- 1532 - Vannes. Union de la Bretagne au royaume pour éviter les guerres. Entrée solennelle et couronnement à Rennes du Dauphin comme duc sous le nom de François III
- 1533 - Morlaix
- 1557 - Morlaix, Vannes
- 1559 - Rennes
- 1567 - Vannes (aux Cordeliers)
- 1571 - Rennes. . Les commissaires du roi réclament 300 000 livres pour solder les troupes suisses qui ont opéré pendant les troubles. Ils n'obtiennent que 120 000 livres.
- 1572 - Vannes (tenue extraordinaire, à nouveau pour les 300 000 livres des frais de guerre des Suisses et autres reîtres) puis Nantes
- 1575 - Rennes.
- 1577 - Vannes. Décision de récupérer les archives des États transportées à la cour des comptes de Paris
- 1579 - Rennes puis Nantes
- 1580 - Ploërmel
- 1581 - Vannes (à la Cohue)
- 1582 - Vannes puis Vannes
- 1583 - Rennes puis Nantes
- 1584 - Rennes
- 1585 - Nantes. Commande au licier Pierre de Molin (carton de Robert Paigné) de six pièces de tapisseries armoriées aux fleurs-de-lis de France et aux hermines de Bretagne pour décorer les salles de réunion des États. Un exemplaire est conservé au château de Nantes de nos jours.
- 1586 - Quimper-Corentin
- 1587 - Ploërmel puis Rennes
- 1588 - Nantes puis Rennes
- 1589 - Vannes. Annulés à cause des troubles de la Ligue
- 1590/91 - états royaux réunis à Rennes (aux Jacobins) / états ligueurs à Nantes. Les états croupion de Rennes s'assemblent sans aucun évêque, sauf celui de Tréguier qui y délégua un chanoine, seulement 5 membres du clergé, 40 nobles, les députés de 7 villes seulement. Pour meubler l'assemblée, on fit entrer irrégulièrement des réfugiés et des prieurs favorables au roi. Vote des subsides demandés par les commissaires du roi. Condamnation des membres de États "rebelles" réunis à Nantes.
- 1592 - états ligueurs à Vannes / états royaux à Rennes (aux Jacobins). Division maintenue des états en deux tenues distinctes selon l'obédience au gouverneur de Bretagne Mercoeur ou au roi de France Henri IV.
- 1593 - Vannes (ligueurs) et Rennes (royaux). Commande de nouvelles tapisseries pour décorer les tenues des États
- 1594 - convocation à Dinan mais se tiennent à Vannes (ligueurs) et Rennes (royaux)
- 1599 - Vannes. première tenue des états réunifiés sous l'autorité d'Henri IV.
- 1600 - Rennes. Enregistrement de l'Edit de Nantes sur la tolérance religieuse
- 1613 - Droit de regard sur les augmentations des taxes d'octroi (10 mars).
- 1619 - Vannes. Don au frère Augustin du Pas pour une histoire de Bretagne
- 1614 - Liste des 44 villes qui peuvent envoyer des députés.
- 1620 - La présidence du Tiers, disputée entre les députés des villes, est confié à un conseiller du présidial dans le ressort de la tenue.
- 1624 - L'évêque est le président de l'assemblée (auparavant soit l'évêque de Rennes si la tenue avait lieu à Rennes, sinon celui de Dol).
- 1625 - Les membres du parlement, à l'exception des présidents à mortier et conseiller de la Chambre des comptes, ne sont pas admis aux séances.
- 1629 - Vannes
- 1630 - Les États cessent d'être annuels, ils deviennent bisannuels et plus réguliers ; 300 à 600 députés.
- 1636 et 1638 - Les États s'opposent à l'instauration d'un représentant permanent du roi.
- 1641 - Création de jetons d'argent devant servir à la rétribution des députés[18] et à s'assurer de leur présence.
- 1643 - Vannes
- 1647 - Vannes. Protestation contre le déplacement des tombeaux des ducs Jean II et Jean II par les Carmes de Ploërmel
- 1649 - Vannes
- 1651 - Nantes
- 1653 - Fougères
- 1655 - Vitré
- 1664 - Nantes (aux Jacobins)
- 1667 - Vannes. Lettres patentes du roi de juin 1667 fixant la liste des villes conviées à députer (21 en 1577 à 44 à partir de 1614).
- 1669 - 1) règlement du 21 octobre. 2) L'examen des contraventions aux décisions de la tenue précédente devient systématique.
- 1671 - Vitré. Le don gratuit est voté avant l'examen du respect des privilèges provinciaux.
- 1675 - Révolte, exil du parlement à Vannes. Le don gratuit devient fixe pour être voté par acclamation dès l'ouverture de la session.
- 1677 - Saint-Brieuc
- 1679 - Vitré
- 1683 - Vitré
- 1685 - Dinan. vote d'une statue du roi Louis XIV par Coysevox.
- 1687 - Règlement portant sur le fonctionnement de l'assemblée, après le texte du 27 mars 1684.
- 1689 - Rennes. Retour dans cette ville après 44 ans d'absence. Avec la nomination du premier intendant de Bretagne s'ouvre une rivalité d'influence de l'autorité royale avec les États et le Parlement qui dureront un siècle.
- 1691 - Vannes. Vote des fonds pour le piédestal de la statue équestre de Louis XIV par Coysevox (qui sera installée bien plus tard à Rennes). Ordre de mettre à la disposition de Dom Lobineau les archives des États pour son Histoire de Bretagne.
- 1693 - Vannes
- 1695 - Vannes. Annonce de la nomination du comte de Toulouse comme gouverneur de Bretagne
- 1697 - Vitré
- 1699 - Vannes.
- 1701 -
- 1703 - Vannes (dernière tenue dans cette ville) Vote de 20 000 livres pour les dépenses et l'impression de l'Histoire de Bretagne de Dom Lobineau.
- 1705 - Vitré
- 1706 - Institution d'un second procureur général syndic (résidant à la Cour de Versailles) et de substituts. Les procureurs généraux syndics seront nommés par le roi jusqu'en 1784.
- 1709 - Saint-Brieuc
- 1713 - Dinan
- 1790 - Le 13 février, René-Jean de Botherel du Plessis, Procureur général Syndic des États s'oppose à l'Assemblée Constituante.

Jusqu'à la fin du règne de Louis XIV et particulièrement sous ce règne, les États n'ont guère d'autre possibilité que de se limiter à sauver leur autorité ou leur prestige en s'arc-boutant pour que les privilèges fiscaux de la province paraissent respectés. En réalité, pour le seul prix de ce respect de principe, le pouvoir royal obtint satisfaction de ces exigences financières. D'une session à l'autre, les États pouvaient confier leur nostalgie d'un pouvoir réel aux protestations dont ils émaillaient leurs conclusions et particulièrement la réclamation renouvelée de revenir au privilège de consentir l'impôt. Ce n'était pas la tenue de "petits États" improvisés en cas de vote d'impôt urgent qui en était le signe de bon augure. De leurs côtés, les doléances relayées en principe auprès du roi par le procureur général syndic, s'anéantissaient doucement une fois arrivées au "Bureau des pays d'États" du contrôle général.

### La rivalité d'influence (1719-1774)
Dans cette période, pas à pas, les États retrouvent un pouvoir relatif de négociation effective avec le pouvoir royal jusqu'à parvenir à l'établissement en 1734 de la Commission intermédiaire, laquelle, contrairement, à son titre, n'eut rien d'une place et d'un rôle subalternes. Partiellement préservée des difficultés formelles qui stérilisaient les autres instances, ce n'est rien moins que la Révolution française qui devait mettre un terme à l'accroissement continu de ses compétences ainsi que de son efficacité en association avec des commissions plus spécialisées.
- 1715 - Les titres de la noblesse sont vérifiés.
- 1716 - Les états se réservent l'administration des chemins.
- 1717 - Dinan. Refus du don gratuit de 2 millions au régent, d'où dissolution des États par le Maréchal de Montesquiou, commandant en chef, puis répression de la noblesse bretonne (exécutions, emprisonnements, affaire de Pontcallec ou de Cellamare)
- 1720 - Ancenis. Soumission au régent et à son nouveau commandant en chef le maréchal d'Estrée, et vote du don gratuit réclamé de 3 millions
- 1722 - Nantes
- 1719 - Dinan. Refus du vote du don gratuit ; liste de revendications pour l'autonomie des États et la limitation des charges fiscales
- 1720 - Incendie de Rennes - Les pouvoirs concurrents s'efforcent de concourir à la reconstruction.
- 1722 - Compétence des États dans les affaires du casernement.
- 1724 - Saint-Brieuc. Les nobles ayant intérêt dans les fermes du Roi ou de la province ne sont plus admis.
- 1725 - vote de 300 000 livres pour le reconstruction des ouvrages et édifices publics de Rennes après le grand incendie de 1720
- 1728 - Rennes (Cordeliers). Dès l'ouverture, deux jours de chicanes et une intervention royale pour décider à bulletin secret ou non sur les gratifications à faire à la maréchale d'Estrée et à la princesse de Léon...
- 1730 - crédits pour le creusement d'un canal de Rennes à Saint-Malo
- 1734 - Abonnement de la capitation et du dixième…
- 1736 - 1) Déclaration du 26 juin sur l'admission des nobles. 2) Le contrôleur général des finances est le directeur des Ponts-et-chaussées. 3) Début d'une série de tenues tranquilles se terminant en 1750.
- 1748 - Rennes. Approbation de la construction de trois canaux : Rance-Vilaine (de Saint-Malo et Dinan à Rennes), Oust-Blavet et Loire-Vilaine. Ces canaux ne seront réalisés qu'au XIXe siècle.
- 1754 - Rennes
- 1756 - Abonnement du (second) vingtième.
- 1759 - Les États régissent les droits domaniaux (jusqu'en 1771).
- 1760 - Nantes
- 1762 - Rennes. La guerre de Sept Ans faisant rage et les autres provinces françaises ayant offert un vaisseau au roi, les États votent par acclamation et à l'unanimité, outre le don gratuit au roi, le financement et la construction à Lorient d'un vaisseau de ligne à trois ponts et 100 canons (le plus grand navire de la marine royale) nommé "Bretagne" en cadeau au roi.
- 1764 - Nantes (couvent des Jacobins)
- 1767 - Rennes (Cordeliers). Après l'affaire La Chalotais qui a secoué la Haute-Bretagne, le duc d'aiguillon, commandant en chef, prend des mesures d'autorité contre l'ordre de la noblesse.
- 1772-1773 - Morlaix (au couvent des Jacobins)
- 1774 - Rennes. En présence du duc de Penthièvre, gouverneur de la province. Mesures royales d'apaisement. Fondation à Rennes d'un hôtel de l'Enfant-Jésus pour les demoiselles nobles et sans fortune sous la direction de l'abbé de Kergus. Projet de monument au Combat des Trente (ne sera réalisé qu'en 1823)
- 1782 - Rennes

### La crispation des rouages (1774-1789)
- 1784 - Les États obtiennent le contrôle des droits d'octrois.
- 1785 - Rennes. En présence de La Fayette, très applaudi. Les États peuvent décider des travaux publics (Ponts et Chaussées). Vote d'une statue à Louis XVI.
- 1787 - Rennes. Opposition au remplacement de la corvée royale par une taxe comme partout ailleurs dans le royaume.
- 1788-89 - Vive protestation contre le nouveau commandant en chef, le comte de Thiard qui fait intervenir la troupe pour imposer de force l'enregistrement illégal de lettres patentes au Parlement. Les États soutiennent le Parlement et douze de ses membres vont à Versailles protester contre les atteintes faites aux prérogatives du parlement et sont embastillés.
- 1789 -
- 1790 - Le 13 février, René-Jean de Botherel du Plessis, procureur général-syndic des états s'oppose à l'Assemblée Constituante, il publie ses "Protestations"[Note 9] publiées à Nantes et à Southampton le 3 février 1791 : Les termes sont formels et équivoques, ils exécutent la clause de l'union, "Casse ce qui est contraire à la volonté des États"... "En un mot nous protestons contre tous actes et décrets qui pourraient être préjudiciables ou attentatoires aux droits, franchises et libertés de la Bretagne, et nous déclarons formellement nous y opposer "…" n'existant plus en Bretagne de tribunal légal, nous la confions au public, à l'Europe entière, et prions les bons citoyens qui l'auront reçue de la conserver et promulguer "[8].

Dans cette période, l'intrication des pouvoirs des uns et des compétences des autres, constituée dans la phase d'accroissement de l'efficience des États, s'est renforcée tant bien que mal. En dépit des frictions et dissensions de nature institutionnelle ou politique, l'action administrative rodée peut systématiser ses efforts et espérer un temps vaincre les maux qui se révèlent dans la province (épidémies comme exemple manifeste).
Ainsi au moins jusqu'en 1776, les municipalités sont sous la tutelle de l'intendant quant à la gestion de leurs finances ainsi que pour la voirie, mais doivent solliciter les états pour espérer obtenir des ressources supplémentaires. L'intendant de son côté encourageait des projets ambitieux en matière de travaux publics, les états s'étant investi dans la reconstruction de la ville de Rennes ainsi que dans des opérations de prestige (statues royales).
Les états de Bretagne, comme une magistrale incarnation de la société française surtout dans ses traits les plus archaïques, ont vécu au plus haut degré (et par solidarité avec le parlement de Bretagne) les phases convulsives ou de tensions croissantes qui se conclurent par la convocation des états généraux de 1789. Ni l'origine de ses membres, ni même l'efficacité encore récente de ses commissions, ne donnaient aux États de Bretagne le recul nécessaire pour admettre le principe des redéfinitions inspirées des Lumières et rompre avec sa ligne de conduite traditionnelle qui voulaient que "les réformes mêmes limitées lésaient des intérêts, blessaient des principes, menaçaient des prérogatives". (Guillaume Corbel, 2004).

## Les archives des États de Bretagne
Dès 1534, les États se soucièrent de leurs archives. elles étaient conservées dans les tours de la cathédrale Saint-Pierre de Rennes.
Au XVIIIe siècle, les députés consignent avec plus de précisions les pratiques institutionnelles des états afin d’en conserver des archives. Ces archives permettent d’étudier l’action des députés et leur stratégie à long terme de transformation des infrastructures locales, la gestion des revenus, les transferts de domaine et la gestion des routes.

### Les archives des États
- Les délibérations des états :

- les procès-verbaux des sessions depuis 1567 : 65 registres jusqu'en 1705, puis un registre avec table ensuite.

- les contrats de conclusion des débats entre les États et les commissaires du roi, imprimés de 1667 à 1786.

- les registres des délibérations : un registre par tenue.

- Les fonds de l'administration des États :

Les États ne s'occupèrent de la levée des impôts qu'à partir de l'abonnement à la première capitation en 1695.

- les fouages ordinaires, conservés dans le fonds de la Chambre des Comptes (Nantes).

- les fouages, C 3948 à C 3967, voir aussi C 3366 à C 3384.

- Les fonds de la commission intermédiaire, à partir de 1734.

- quatre registres : 1728, 1730, 1732, C 3797-3800.

- 43 registres volumineux : 1735 à 1790 (31 décembre), C 3801-3843.

- les rapports de la commission, présentés aux tenues : 1750 à 1790, C 3847-3859.

- les fonds de l'administration de la commission : en particulier C 4717-4917 (grands chemins particulièrement, à compléter par les archives de l'intendance jusqu'en 1785).

- le recouvrement des impôts : à partir de C 4405… 4680.

À compléter par les archives de la Chambre des comptes de Bretagne...
- Les fonds des autres commissions…

### Les archives du pouvoir royal concernant les États
- Correspondance de l'intendant avec les ministres : C 1753-1804.
- Le Mémoire sur la province de Bretagne de l'intendant Béchameil de Nointel, 1698.
- les fonds de l'intendance en rapport avec les États.
- les fonds conservés aux Archives nationales : correspondance du Contrôleur général des finances et de l'intendant (G 7), fonds de la série H (H1 : administration provinciale et locale), H1 442-470.

### Traités duXVIIIesiècle
- Précis des délibérations des états de Bretagne de 1567 à 1773, (neuf gros volumes), cotes 35 J 4 à 35 J 12, > Fonds du comte de Botherel, (35 J), Archives I&V.
- Traité historique des États de l'abbé de Pontbriand, manuscrit inachevé et inédit, plan présenté en 1754 (I. Organisation des États 2. Travaux des États 3. Cours et tribunaux), quatre chapitres ont été rédigés (les fouages, les impôts et boissons, les députés, les trois ordres). Guillaume-M du Breil de Pontbriand, (1698-1767), chanoine, vicaire général de l'évêque de Rennes en 1732, membre du clergé très actif aux états pendant 30 ans, inventorie les archives des états. Il publia en 1751, Nouvelles vues sur le système de l'Univers, en 1754, Essai de grammaire française.
- Dictionnaire de l'administration de la Province de Bretagne, anonyme, achevé en 1762, destiné aux agents du pouvoir royal. (Archives I&V F 1129).
- Traité sur l'administration de la commission intermédiaire, dit Traité de Chardel, achevé le 26 octobre 1782, deux volumes manuscrits avec nombreux recueils imprimés de nature législative.

### Autres sources
- Les députés des villes aux États généraux de Bretagne - dossiers individuels > Fonds Paul Morel, Archives I&V, fonds 6 J, (1,80 ml).